# Trinity Mirror (krant)
Trinity Mirror is een dagblad, dat verschijnt in de Indiase deelstaat Tamil Nadu. Het werd in 1995 opgericht door M. Shanmugavel. De broadsheet wordt uitgegeven door R. Muthu Kumar voor Trinity Printers and Publishers Limited. Muthu Kumar is tevens de hoofdredacteur. De krant is gevestigd in Kodambakkam, Chennai.